# Podimoć
Podimoć falu Horvátországban, Dubrovnik-Neretva megyében. Közigazgatásilag Dubrovačko primorje községhez tartozik.

## Fekvése
A Dubrovnik városától légvonalban 29, közúton 46 km-re, községközpontjától légvonalban 7, közúton 12 km-re északnyugatra a tengermelléken fekszik.

## Története
Podimoć területe már az ókorban lakott volt. Az itt élt első ismert nép az illírek voltak, akik az i. e. 2. évezredtől fogva éltek itt magaslatokon épített erődített településeken és kövekből rakott halomsírokba temetkeztek. Halomsírjaikból mintegy harminc található a település határában is. Az illírek i. e. 35-ig uralták a térséget, amikor Octavianus hadai végső győzelmet arattak felettük. A Nyugatrómai Birodalom bukása után 493-tól a keleti gótok uralták a területet. 535-ben Dalmáciával együtt a Bizánci Császárság uralma alá került. A horvátok ősei a 7. században érkeztek Dalmáciába és csakhamar megalapították első településeiket. Ezek elsőként a termékeny mező melletti, ivóvízzel rendelkező helyeken alakultak ki. A Dubrovniki tengermellék hét plébániájával Zahumljéhez tartozott, a zsupán az északnyugatra fekvő Ošljéban székelt egészen az 1241-ben bekövetkezett tatárjárásig. Ezután a zsupán az innen délkeletre fekvő Slanóba települt át és ez a település lett az egész Dubrovniki tengermellék központja. 1399-ben a Dubrovniki tengermellékkel együtt Podimoć területe is a Raguzai Köztársaság része lett, amely 1500 aranydukátért megvásárolta Ostoja bosnyák királytól.
A Raguzai Köztársaság bukása után 1806-ban Dalmáciával együtt ez a térség is a köztársaságot legyőző franciák uralma alá került, de Napóleon bukása után 1815-ben a berlini kongresszus Dalmáciával együtt a Habsburgoknak ítélte. A környező településekhez hasonlóan a lakosság többsége szegénységben élt, megélhetési forrása a mezőgazdaság és az állattartás volt. A településnek 1857-ben 163, 1910-ben 82 lakosa volt. 1918-ban az új szerb-horvát-szlovén állam, majd később Jugoszlávia része lett. A délszláv háború során 1991. október 1-jén kezdődött a jugoszláv hadsereg (JNA) támadása a Dubrovniki tengermellék ellen. Az elfoglalt települést a szerb erők kifosztották és felégették. 1992. májusáig lényegében lakatlan volt. A háború után rögtön elkezdődött az újjáépítés. 1996-ban újabb csapásként földrengés okozott súlyos károkat. 1997-ben megalakult Dubrovačko primorje község, melynek Podimoć is része lett. A településnek 2011-ben 52 lakosa volt, akik főként mezőgazdaságból, állattartásból éltek.

## Népesség
| Lakosság változása | Lakosság változása | Lakosság változása | Lakosság változása | Lakosság változása | Lakosság változása | Lakosság változása | Lakosság változása | Lakosság változása | Lakosság változása | Lakosság változása | Lakosság változása | Lakosság változása | Lakosság változása | Lakosság változása | Lakosság változása |
| ------------------ | ------------------ | ------------------ | ------------------ | ------------------ | ------------------ | ------------------ | ------------------ | ------------------ | ------------------ | ------------------ | ------------------ | ------------------ | ------------------ | ------------------ | ------------------ |
| 1857               | 1869               | 1880               | 1890               | 1900               | 1910               | 1921               | 1931               | 1948               | 1953               | 1961               | 1971               | 1981               | 1991               | 2001               | 2011               |
| 163                | 85                 | 94                 | 110                | 118                | 82                 | 86                 | 85                 | 85                 | 82                 | 88                 | 60                 | 33                 | 33                 | 44                 | 52                 |

## Nevezetességei
- A Szent Anna-templom[4] a településtől északnyugatra, a régi temetőben található. A 13./14. században épült, de csak a 16. században említik először. Anyakönyveit 1778 óta vezetik. 1991-ben a szerbek lerombolták, de 2001-ben a helyiek újjáépítették. Az újjáépítés során a templomhoz utólag hozzáépített részt eltávolították. Egyhajós, apszis nélküli, kelet-nyugati tájolású épület. A nyugati oldalon téglalap alakú zárt előcsarnok, az oromfalon harangdúccal, a bejárat szokatlanul a déli oldalon helyezkedik el. A templom mai megjelenése valószínűleg az eredeti késő középkori épület újjáépítésének eredménye, amelyet először a 16. század második felében említenek. A temető kerítésfalába több régi síremléket építettek be. A sírkövek ritka díszítései közül kiemelkedik a csavart kötél, a kereszt, a félhold és a csillag motívuma. Az egyik táblán ma már olvashatatlan felirat található.
- A smokvinai Keresztelő Szent János templom szintén középkori eredetű épület barokk belső térrel.
- Ókori halomsírok a település határában.

## Gazdaság
A helyi gazdaság a mezőgazdaságon alapul, mellette az állattartás jelentős.